# Lepidopetalum xylocarpum
Lepidopetalum xylocarpum är en kinesträdsväxtart som beskrevs av Ludwig Radlkofer. Lepidopetalum xylocarpum ingår i släktet Lepidopetalum och familjen kinesträdsväxter. Inga underarter finns listade i Catalogue of Life.